# Batalha de Kōan

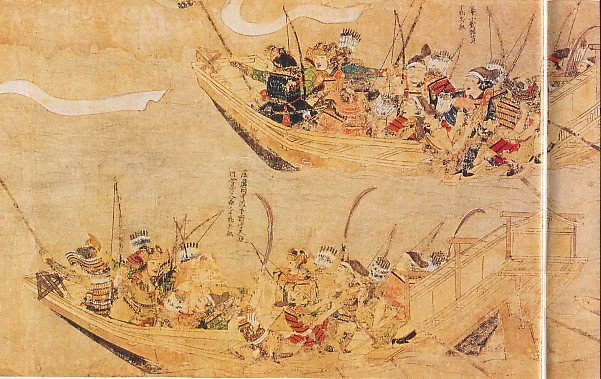
Navios de ataque japoneses. Mōko Shūrai Ekotoba (蒙古襲来絵詞), por volta de 1293.

A Batalha de Kōan (弘安の役, Kōan no eki), também conhecida como a Segunda Batalha da Baía de Hakata, foi a segunda tentativa da dinastia Yuan da China, liderada pelos mongóis, de invadir o Japão após sua tentativa fracassada sete anos antes na Batalha de Bun'ei. No verão de 1281, o Yuan invadiu com dois grandes exércitos. Os defensores japoneses foram auxiliados por uma grande tempestade que afundou uma parte considerável das frotas Yuan. Os invasores que chegaram à costa foram repelidos logo após o desembarque. Os japoneses chamavam a tempestade oportuna de kamikaze (lit. 'vento divino'), um nome usado posteriormente no Segunda Guerra Mundial para pilotos que realizaram ataques aéreos suicidas.

## Antecedentes
Após a primeira invasão fracassada da marinha Yuan, os japoneses fizeram muitos preparativos de defesa, construindo numerosas fortificações ao longo da costa. Os exércitos foram mantidos em estado de prontidão para repelir um novo ataque.
No início de 1280, Kublai Khan planejou outra invasão do Japão e ordenou que seus construtores navais reconstruíssem toda a frota em um ano. No pouco tempo disponível, muitos dos navios foram mal feitos; muitos eram barcos fluviais de fundo chato requisitados pelo imperador.

## Batalha
Em junho de 1281, 900 navios Yuan foram reunidos na Coréia; a força foi chamada de Exército da Rota Oriental. Eles eram tripulados por 17 000 marinheiros e transportavam 10 000 soldados coreanos e 15 000 mongóis e chineses. O Exército da Rota do Sul, por sua vez, foi reunido ao sul do rio Yangtze, na China. Diz-se que consistia em 100 000 homens em 3 500 navios. Como antes, as ilhas Iki e Tsushima caíram rapidamente para as forças Yuan muito maiores.
O Exército da Rota do Leste chegou à baía de Hakata em 23 de junho e decidiu prosseguir com a invasão sem esperar pela maior força do sul que ainda não havia deixado a China. Eles estavam a uma curta distância ao norte e a leste de onde sua força havia desembarcado em 1274 e, na verdade, estavam além das muralhas e defesas construídas pelos japoneses. O samurai respondeu rapidamente, atacando os invasores com ondas de defensores, negando-lhes a cabeça de praia.
À noite, pequenos barcos carregavam pequenos bandos de samurais para a frota Yuan na baía. Sob o manto da escuridão, eles abordaram navios inimigos, mataram tantos quanto puderam e se retiraram antes do amanhecer. Essa tática de assédio levou as forças Yuan a recuar para Tsushima, onde esperariam pelo Exército da Rota do Sul. No entanto, ao longo das semanas seguintes, 3 000 homens foram mortos em combate corpo a corpo no clima quente. As forças Yuan nunca ganharam uma cabeça de praia.
O primeiro dos navios da força sulista chegou em 16 de julho e, em 12 de agosto, as duas frotas estavam prontas para atacar o Japão. Em 15 de agosto uma grande tempestade atingiu o Estreito de Tsushima, durando dois dias inteiros e destruindo a maior parte da frota Yuan. Relatos japoneses contemporâneos indicam que mais de 4 000 navios foram destruídos na tempestade; 80% dos soldados Yuan se afogaram ou foram mortos por samurais nas praias. A perda de navios foi tão grande que "uma pessoa poderia caminhar de um ponto a outro da terra sobre uma massa de destroços".

## Resultado
Kublai Khan começou a reunir forças para se preparar para uma terceira tentativa de invasão, mas logo foi distraído por eventos no Sudeste e na Ásia Central.